# Clinton, Pennsylvania
Clinton är en ort i Allegheny County i delstaten Pennsylvania, USA.